# Maximum Rocknroll (álbum)
Maximum RocknRoll es un disco recopilatorio de sencillos y demos de NOFX de los años comprendidos entre 1984 y 1988. Este disco fue lanzado por Mystic Records.
Como dice Fat Mike en la web oficial de Fat Wreck Chords  "éste es un disco totalmente apestoso" y como aconseja la web especializada en música Allmusic "es un material únicamente recomendado a los verdaderos fans del grupo".
Mystic Records lanzó al mercado Maximum RocknRoll en formato LP, CD y casete. El formato casete se tituló E is for Everything, y actualmente no existen unidades en el mercado.

## Listado de canciones
1. "Live Your Life" – 2:21
2. "My Friends" – 2:17
3. "Six Pack Girls" – 0:35
4. "Bang Gang" – 1:31
5. "Hit It" – 1:53
6. "Hold It Back" – 1:15
7. "ID" – 2:00
8. "Cops and Donuts" – 2:08
9. "Iron Man" – 4:44
10. "Shitting Bricks" – 1:55
11. "Mom's Rules" – 1:15
12. "On My Mind" – 1:34
13. "White Bread" – 1:48
14. "Lager in the Dark" – 0:35
15. "Too Mixed Up" – 2:26
16. "Drain Bramaged" – 0:41
17. "Bob Turkee" – 2:09
18. "No Problems" – 1:12
19. "Memories" – 0:55
20. "Beast Within" – 0:56
21. "Instramental" – 2:36
22. "Ant Attack" – 0:46

- Datos: Q3302839